# Стахи (Вілейський район)
Стахи (біл. вёска Стахі) — село в складі Вілейського району Мінської області, Білорусь. Село підпорядковане Стешицькій сільській раді, розташоване в північній частині області.

## Історія
У 1921–1945 роках застінок знаходилось у Польщі, у Вільнюській воєводстві, Вілейського повіту, гміні Довгиново.

## Населення
- 1866 рік - 140 люди, 17 будинки
- 1921 рік - 267 люди, 43 будинки[1].
- 1931 рік - 253 люди, 45 будинки[2].